# Antonio María Zaccaría
San Antonio María Zaccaria (Cremona, 7 de septiembre de 1502-Cremona, 5 de julio de 1539) fue un médico y sacerdote italiano, fundador de los Clérigos Regulares de San Pablo (Barnabitas), de las Hermanas Angélicas de San Pablo y Laicos de San Pablo, institutor de la fiesta de «La Adoración de las 40 horas». Es uno de los tantos santos fundadores que caracterizaron el siglo XVI.

## Biografía
Nació en Cremona, Italia, en los inicios del siglo del Renacimiento, en 1502, sus padres fueron Lázaro Zaccaria y Antonieta Pescaroli. Su padre murió cuando Antonio María tenía solo meses de vida quedando al cuidado de su madre. En 1517, a los 15 años de edad, Antonio María partió de su hogar para dirigirse a Pavía a realizar estudios superiores en filosofía y lenguas clásicas. En 1520 se dirigió a Padua a estudiar medicina, estudios que terminó en 1524 con la investidura doctoral. Sin embargo, la vida le deparó un camino dirigido al sacerdocio; después de la estricta preparación teológica y bíblica fue ordenado sacerdote en 1528 a la edad de 26 años en la misma iglesia donde había realizado sus actividades pastorales como laico, en la iglesia bizantina de San Vidal. Decidió posteriormente trasladarse de Cremona a Milán, donde conoció a Bartolomé Ferrari y Jaime Antonio Morigia quienes, serán después los cofundadores de la renovadora familia de los padres Barnabitas en medio de la tormentosa escena de la decadencia de la Iglesia y los desórdenes y confusión de la reforma luterana. La idea y decisión de Antonio María fue compartida por los nobles patricios Morigia y Ferrari. Fue en 1533 que el papa Clemente VII aprobó la nueva orden de los Clérigos Regulares de San Pablo que serán llamados posteriormente por el pueblo barnabitas, en virtud de la primera iglesia que la nueva orden construyó y dirigió en Milán, dedicada a san Bernabé.
Junto a la condesa de Guastalla, Ludovica Torelli, que ya reunió mujeres dirigidas por el joven sacerdote cremonés, fundó en 1535 la congregación de las Hermanas Angélicas de San Pablo, mujeres que tenían por entonces una intensa actividad apostólica en las calles, casas y hospitales, una innovación renovadora inusual para la época pero que, sin embargo, el Concilio de Trento las llamó posteriormente a la clausura.
La intuición creadora y renovadora de Antonio María no se quedó solo allí, en 1539 nació el movimiento de Laicos de San Pablo, que, trabajando en conjunto con las otras dos fundaciones, debió darle a la Iglesia el espíritu transformador que tanto necesitaba. Los comienzos de las nuevas fundaciones no fueron nada de fáciles pero Zacarría les invitaba a resistir hasta la muerte. Las comunidades se enriquecían continuamente con más miembros y gracia divina. Una obra de Dios se había realizado, el santo fundador fue el instrumento de renovación. Decidió, ya sin fuerzas y con un tremendo malestar físico, volver a Cremona junto a su madre. Murió el 5 de julio de 1539 a los 36 años de edad.
Fue canonizado en 1897 por el papa León XIII.